# Baraqueville
Baraqueville is een gemeente in het Franse departement Aveyron (regio Occitanie). De plaats maakt deel uit van het arrondissement Rodez. Baraqueville telde op 1 januari 2022 3.168 inwoners.

## Geografie
De oppervlakte van Baraqueville bedroeg op 1 januari 2022 33,54 vierkante kilometer; de bevolkingsdichtheid was toen 94,5 inwoners per km².
De onderstaande kaart toont de ligging van Baraqueville met de belangrijkste infrastructuur en aangrenzende gemeenten.

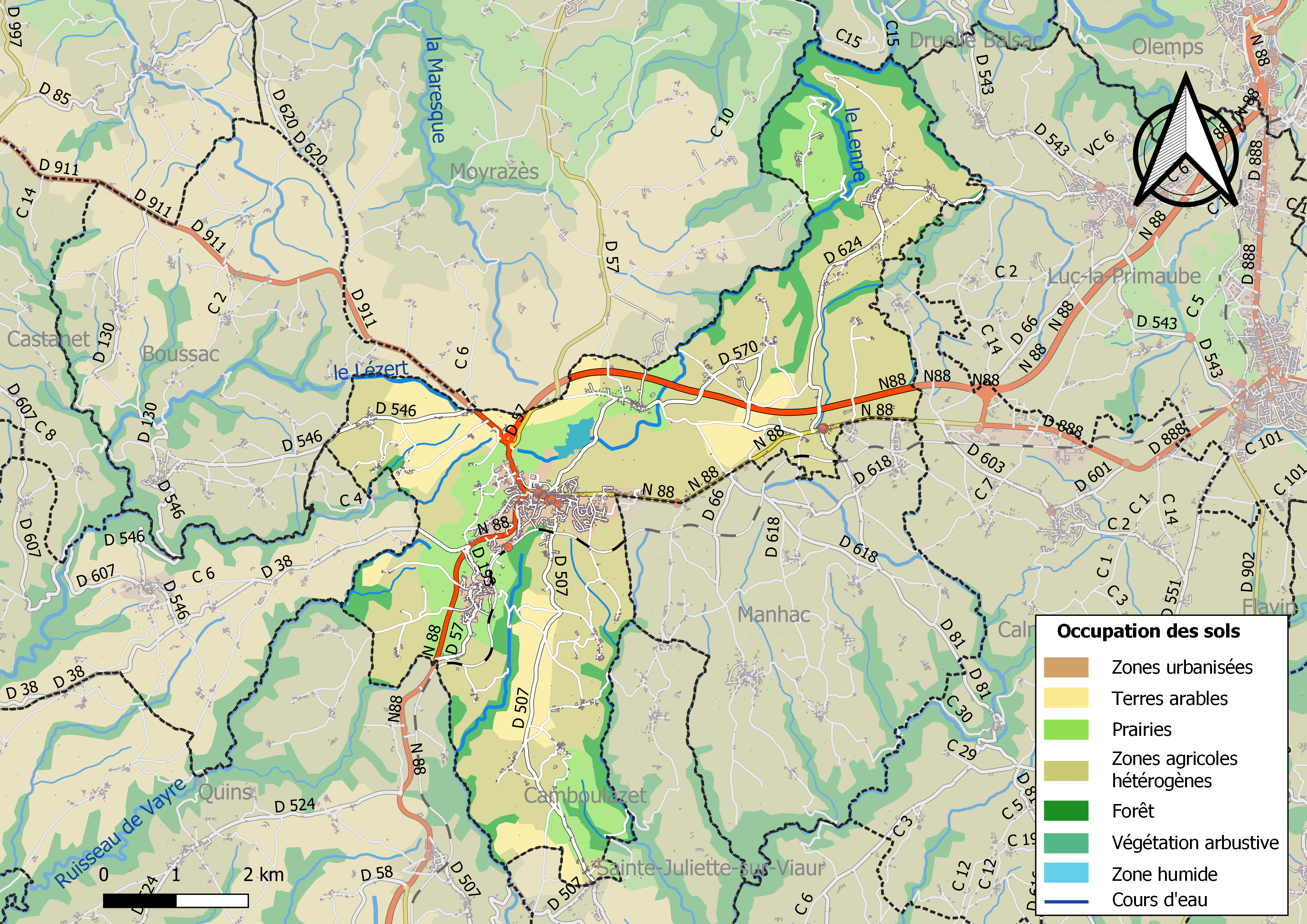

## Verkeer
In de gemeente ligt de spoorweghalte Baraqueville - Carcenac-Peyralès.

## Demografie
Onderstaande figuur toont het verloop van het inwonertal (bron: INSEE-tellingen).

Vanwege een beveiligingsprobleem met de MediaWiki Graph-software is het momenteel niet mogelijk deze grafiek weer te geven. Zodra de software is bijgewerkt zal de grafiek vanzelf weer zichtbaar worden.